# Штајн-Нојкирх
Штајн-Нојкирх (њем. Stein-Neukirch) општина је у њемачкој савезној држави Рајна-Палатинат. Једно је од 192 општинска средишта округа Вестервалд. Према процјени из 2010. у општини је живјело 438 становника. Посједује регионалну шифру (AGS) 7143295.

## Географски и демографски подаци
Штајн-Нојкирх се налази у савезној држави Рајна-Палатинат у округу Вестервалд. Општина се налази на надморској висини од 615 метара. Површина општине износи 7,2 km². У самом мјесту је, према процјени из 2010. године, живјело 438 становника. Просјечна густина становништва износи 61 становника/km².